# Besse (Cantal)
Besse é uma comuna francesa na região administrativa de Auvérnia-Ródano-Alpes, no departamento de Cantal. Estende-se por uma área de 3,73 km². Em 2010 a comuna tinha 131 habitantes (densidade: 35,1 hab./km²).